# 토니 에르트만
《토니 에르트만》(독일어: Toni Erdmann)은 2016년 독일과 오스트리아의 코미디 드라마 영화이다. 독일의 마렌 아데 감독이 연출하고, 페터 지모니셰크, 잔드라 휠러, 루시 러셀 등이 출연하였다. 2016년 칸 영화제에 출품되어 황금종려상 후보작이 되었다. 제29회 유럽 영화상 작품상 수상작이다.

## 출연진
- 페터 지모니셰크 - 빈프리트 콘라디 / 토니 에르트만
- 잔드라 휠러 - 이네스 콘라디
- 루시 러셀 - 슈테프
- 미하엘 비텐보른 - 헤네베르크
- 토마스 로이블 - 게랄트
- 트리스탄 퓌터 - 팀
- 하데비히 미니스 - 타탸나
- 인그리드 비수 - 앙카
- 블라드 이바노브 - 일리스쿠
- 빅토리아 코치아스 - 플라비아